# Francisco Hernández Illana
Francisco Hernández Illana, també com a Yllana o i Llana (Alzira, Ribera Alta (País Valencià), vers el 1700 — Burgos (Castella i Lleó)), 9 de maig, 1780), va ser un compositor i mestre de capella espanyol. No s'ha de confondre amb Francisco Hernández Pla, mestre de capella del Reial Monestir de l'Encarnació.

## Biografia
Francisco Hernández Illana va haver de néixer al voltant de 1700 a Alzira, a la província de València. Cap a 1723 va ser nomenat mestre de capella de la Catedral d'Astorga, on el 20 de març de 1733 es va ordenar de primera tonsura. El 7 de juny de 1728 va ser elegit mestre de capella al Col·legi del Patriarca o del Corpus Christi de València.
El 1729 el capítol de la catedral de Burgos el va nomenar mestre de capella, després de la mort d'Egüés a l'abril d'aquell any. Francisco Hernández Illana havia escrit sol·licitant el càrrec i, davant dels bons informes que va rebre el consell municipal sobre el músic, es va decidir no promulgar els edictes per evitar despeses. El dia 12 de desembre els examinadors van informar que Illana "havia complert molt exactament en els punts i les composicions que li van ser assenyalats per a l'examen" i aquell mateix dia va prendre possessió del seu magisteri.
El 8 de maig de 1730 Hernández Illana va avisar al capítol que no podia preparar la festa del Corpus a causa de la manca de veus i instruments a la capella, i va informar que a Madrid hi havia un germà seu, Vicente, que tocava el baixó "i varietat d'instruments". Es va acordar que el seu germà vingués a ser escoltat i examinat. A l'examen es va reconèixer que era molt hàbil amb el baixó, oboè, violí i flauta dolça, per la qual cosa es va acordar admetre-ho amb 200 reals de velló al mes i 12 fanegues de blat. El 26 d'octubre del 1731, Vicente Hernández Illana es va acomiadar del capítol adduint que no podia dedicar-se a l'instrument per manca de salut.
El magisteri de capella a Burgos tenia associat una canongia. Tot i això, sembla que no era una canongia de ple dret. Això queda perfectament clar en el següent: l'octubre de 1737 el mestre va sol·licitar al capítol les vacances de què gaudien els canonges, però el capítol va contestar que la seva canongia era "purament nominal", per la qual cosa només se li donava un mes de recreació, per aquesta vegada i "de gràcia".
Francisco Hernández Illana no va gaudir de bona salut, i a partir del 1733 hi ha freqüents peticions de llicència per estar malalt. Fins i tot va arribar a oferir, per a la seva curació, anar en pelegrinatge a Valvanera, santuari marià de La Rioja. De vegades sol·licitava al capítol dies extra per compondre les nadales de Nadal i del Corpus, adduint que per la seva poca salut no podia treballar a ple rendiment. Moltes de les llicències que demanava era per sortir fora de la ciutat i anar a prendre banys.
El 1744 va intentar anar-se'n a la Catedral de Palència, després d'haver-li escrit el capítol d'aquesta catedral. La causa era el malestar del mestre per unes noves obligacions que el consell municipal de Burgos li havia imposat, per la qual cosa es va acordar moderar algunes noves obligacions. Amb això Francisco Hernández Illana va desistir d'anar a Palència.
Pocs mesos després quedava vacant el lloc de mestre de capella de la catedral de Sant Jaume de Compostel·la, un càrrec de gran importància i molt ben pagat (800 ducats anuals). El 27 de juny de 1744 el capítol va acordar que es demanés als mestres que havien mostrat desitjos de venir que componguessin determinades obres per examinar-les. El 8 d'agost va manar que els músics comencessin a assajar-les perquè després les cantessin al cor. El 30 d'octubre es va celebrar la votació. Francisco Hernández Illana va quedar eliminat a la segona tanda de votacions.
El 24 d'octubre del 1774 es va llegir un escrit del mestre demanant la jubilació. En aquest escrit al·legava que havia estat quaranta-quatre anys al servei de la catedral i que estava fatigat de la vista, i per això no podia treballar. El dia 31 es va acordar, per unanimitat, concedir-li la jubilació de la canongia, però no de l'ofici de mestre de capella: això és, se'l dispensava de venir al cor, però no de les obligacions de mestre de capella (compondre obres noves, ensenyar els mossos de cor, dirigir la capella de música, examinar els aspirants a músics). Això no obstant, a partir de llavors, se li concediria sovint llicències per malaltia.
Saldoni (Diccionari, II, 390) diu que va morir el 9 de maig de 1780. El 17 d'aquell mes el consell municipal va tractar de la provisió del magisteri de capella vacant.

## Obra
S'han conservat poques obres seves a l'arxiu de la catedral de Burgos. S'han conservat, però, força obres als arxius de la catedral d'Astorga, del monestir de l'Escorial, de la catedral de Sogorb o de la catedral de València.
Entre les obres conservades a la catedral d'Astorga hi ha Música de la Lloa i Comèdia de S. Casiano amb violins i oboè que va cantar a la benvinguda de l'Il·lm. D. Diego Pérez Nieto, arquebisbe de Burgos, es va presentar pel Tribunal de l'Audiència Eclesiàstica, del Mestre Francisco Hernández I Llana i Borrado Òpera a 4 amb violins i oboès, a la benvinguda de l'Il·lm. Sr. D. Diego Perea Arquebisbe de Sant Jerònim. Sent rector el Sr. D. Manuel Antonio Prieto Canonge Lector del Mestre D. Francisco Hernández I Llana.